# Nationaal-Socialistische Nederlandsche Arbeiderspartij
Die Nationaal-Socialistische Nederlandsche Arbeiderspartij (NSNAP) war eine niederländische faschistische beziehungsweise nationalsozialistische Kleinpartei von 1931 bis 1941.
Die NSNAP wurde 1931 von Ernst Hermann van Rappard (1899–1953) gegründet. Die kaum erforschte Partei lehnte sich eng an die deutsche NSDAP an und baute ebenfalls eine SA auf. Allerdings kam es in der Partei wie im gesamten faschistisch-nationalsozialistischen Spektrum der Niederlande zu zahlreichen Streitigkeiten und Abspaltungen aus persönlichen und politischen Gründen. So standen nach 1933 drei Parteien unter diesem Namen gegeneinander.

## NSNAP-Van Rappard
Der als „Rijksleider“ bezeichnet Parteiführer Ernst Herman van Rappard stand einer insgesamt wenig erfolgreichen Partei vor, zumal sich eine Vielzahl von kleinen Gruppen in diesem Spektrum tummelte. Die erfolgreichste faschistisch-nationalsozialistische Bewegung der Niederlande wurde jedoch die „Nationaal-Socialistische Beweging“ (NSB) unter Anton Mussert. Die NSNAP hatte ihren Schwerpunkt beiderseits der deutsch-niederländischen Grenze. Sie hielt sich möglichst eng an das deutsche Vorbild und vertrat, im Gegensatz zu etlichen gleichgerichteten Konkurrenzparteien, einen militanten Antisemitismus, während bei der NSB sogar Juden Mitglieder waren. Später propagierte sie sogar ein Aufgehen der Niederlande in das nationalsozialistische Deutsche Reich und führte zeitweilig das Kürzel „Hitler-Beweging“ im Namen. Nach dem Parteiverbot betätigte sich van Rappard in der SS. 1949 zum Tode verurteilt, wurde die Strafe in eine lebenslange Haftstrafe umgewandelt.

## NSNAP-Smit
Diese Partei stand unter Leitung von Adalbert Smit und wurde von einem nationalsozialistischen Millionär finanziert. 1933 fusionierte sie mit dem Faschistenbund „De Bezem“. Nach heftigen innerparteilichen Querelen, die zum Niedergang dieses Flügels führten, übernahm 1933 Anton Schouten die Führung. Er konnte aber den organisatorischen und finanziellen Niedergang dieses Teil der NSNAP nicht stoppen, sondern verschlimmerte ihn, so dass diese Partei 1935 verschwand.

## NSNAP-Major Kruyt
Dieser Parteiflügel, nach der Gründung kurzfristig von Albert van Waterland geführt, wurde vom ehemaligen Kolonialoffizier Major Cornelius Kruyt (1869–1945) geleitet. Die Parteizentrale befand sich in Heemstede. Kruyt war zunächst von 1928 bis 1933, zuletzt in führender Stellung, im „Verbond van Nationalisten“ tätig. Von 1933 bis 1941 leitete er dann eine NSNAP-Abspaltung unter seinem Namen, die erfolgreichste unter den Parteigruppen unter diesem Namen. Unter den Niederländern, die in Deutschland lebten, schien diese Partei besonders viel Anklang gefunden zu haben.
Im Juli 1933 gründete der Parteigenosse M. van den Heuvel als Landesleiter für Deutschland in Mülheim an der Ruhr eine Auslandsabteilung der NSNAP-Kruyt, die zunächst im Ruhrgebiet Ortsgruppen schuf, dann auch im Rheinland, so in Rheydt. Van den Heuvel setzte anschließend Beauftragte zum Aufbau der Partei ein, so in der Grafschaft Bentheim H. te Brake in Nordhorn, wobei te Brake bereits im Mai im Auftrag der niederländischen Reichsleitung dort eine Ortsgruppe gegründet hatte, für das Emsland H. Janssen in Fehndorf oder für Gronau K. de Vos aus Glanerbrug (NL).
Seit der zweiten Jahreshälfte 1933 war die NSNAP-Kruyt besonders im Raum Grafschaft Bentheim und den linksemsischen Moorgemeinden sehr aktiv. Im August 1933 fand mit Landesleiter van den Heuvel und Landessekretär F. Domsdorf aus Duisburg eine Zusammenkunft in Nordhorn statt, wobei die dortige Ortsgruppe zur treibenden Kraft in der Region wurde. Es fanden anschließend erfolgreiche Werbemaßnahmen in der Niedergrafschaft statt, so in Wilsum, Itterbeck oder Emlichheim. Im September 1933 folgte eine Ortsgruppe in Schüttorf mit eigener SA, die Nordhorner Ortsgruppe rief im November 1933 eine Ortsgruppe Rheine im Münsterland ins Leben.
Die Nordhorner Ortsgruppe wies im Januar 1934 105 Mitglieder auf, während es in Deutschland seinerzeit 4000-5000 gewesen sein sollen. Allerdings wechselte der Grafschafter Kreisleiter te Brake alsbald zur Mussert-Bewegung, die anschließend im Bentheimer Land die NSNAP heftig bekämpfte, so dass Parteiführer Kruyt im Oktober 1934 nach Nordhorn kam, um seine angeschlagene Partei zu unterstützen.
Den bereits 1940 vom deutschen „Reichsstatthalter“ Arthur Seyss-Inquart gefassten Beschluss einer Zusammenfassung aller nationalsozialistischen Gruppen der Niederlande in der NSB widersetzte sich Kruyt, konnte sich aber letztlich nicht durchsetzen. Zum 1. Januar 1941 wurde die NSNAP zwangsweise in die NSB überführt. Kruyts Familie zog nach Kriegsende nach Deutschland.
Ein schwerer Schlag für die in der deutschen Grenzregion zu den Niederlanden relativ erfolgreiche Partei war die Entscheidung der deutschen Regierung im Dezember 1933, der NSNAP in Deutschland jede Förderung zu entziehen und ein Uniformverbot gegen die Parteimitglieder zu erlassen, um außenpolitische Irritationen mit den Niederlanden zu vermeiden. Zugleich endete damit eine Presseberichterstattung über die niederländische Kleinpartei, was ihr eine wichtige Werbemöglichkeit unter den Exil-Niederländern entzog.
Insgesamt jedoch konnte die NSNAP gegenüber der NSB keine größere Bedeutung gewinnen.